# Ancula lentiginosa
Ancula lentiginosa is een slakkensoort uit de familie van de Goniodorididae. De wetenschappelijke naam van de soort is voor het eerst geldig gepubliceerd in 1964 door Farmer & Sloan.